# Fantazy
Fantazy – dramat wierszem (często zaliczany do tragikomedii) składający się z pięciu aktów, napisany przez Juliusza Słowackiego w Paryżu, prawdopodobnie na przełomie lat 1844/1845. Nieukończony przez poetę i niewydany za jego życia. Pierwodruk dzieła ukazał się w trzecim tomie Pism pośmiertnych wydanych we Lwowie w roku 1866. Opublikowany także pod tytułem Nowa Dejanira w roku 1898. Dramat wystawiony 5 maja 1867 w Stanisławowie pod tytułem Niepoprawni nadanym przez Antoniego Małeckiego.
Akcja dramatu rozgrywa się na Podolu około 1840 roku. Głównym tematem jest przyszłe przygotowywane małżeństwo córki hrabiego Respekta – Diany, z Fantazym Dafnickim. W podjęciu tej decyzji Fantazy nie kieruje się miłością wobec Diany; uczucia córki przeciwnej temu małżeństwu są również nieistotne dla jej ojca – hrabiego Respekta. Sytuację utrudnia pojawienie się Idalii, byłej kochanki Fantazego, i Jana, powstańca listopadowego, zesłańca syberyjskiego, który zaręczył się z Dianą po 1831 roku. Idalia usiłuje odzyskać Fantazego, który rozpoczyna z Majorem (starającym się uratować związek Jana i Diany) pojedynek o Dianę. O jego wyniku decyduje gra w karty, którą Dafnicki przegrywa. Fantazy wraz z Idalią, postanawiają popełnić samobójstwo. Jednak Major, przejmując na siebie odpowiedzialność za te wydarzenia, jako pierwszy odbiera sobie życie, wymagając na Fantazym obietnicę zerwania narzeczeństwa z Dianą. W scenie śmierci uczestnika powstania dekabrystów (będącej najistotniejszą pod względem wymowy sensu utworu), Słowacki przeciwstawia sobie pozytywne i negatywne cechy bohaterów: egoizm a poświęcenie, fałsz (wyrafinowanie) a szczerość, materializm a człowieczeństwo, czyste uczucie a romantyczne pozerstwo. 
Utwór, początkowo rozwijający się w konwencji komedii obyczajowej, stopniowo przeradza się w dramat. Prosta i szczera miłość Jana i Diany ukazana jest w opozycji do łapczywego uniesienia Fantazego i Idalii. Jednak ofiarna śmierć Majora okazuje się mieć oczyszczający wpływ na tę parę.